# چاینا ژشنگ بنک
چاینا ژشنگ بنک (انگلیسی: China Zheshang Bank) شرکت خدمات مالی و بانکداری چینی است، که در سال ۲۰۰۴ تأسیس شد.